# Дьявол (фильм, 1972)
«Дьявол» (пол. Diabeł) — польский историко-мистический фильм ужасов, драма 1972 года. Премьера состоялась в 1988 году.

## Сюжет
Действие фильма разворачивается в 1793 году и повествует о борьбе прусского шпиона по прозвищу Дьявол и молодого польского патриота. Во время вступления прусских армий в Великую Польшу в январе 1793 года в монастырь прибывает таинственный мужчина. Это — Дьявол. Ему удаётся освободить из монастырской тюрьмы молодого шляхтича Якуба, покушавшегося на жизнь короля. Дьявол даёт Якубу бритву и внушает, чтобы тот очистил мир от зла и греха. Якуб, вернувшись в семейный дом, начинает убивать всех подряд: свою невесту, мать, брата, сестру. Он убеждён, что наказывает изменников и заговорщиков. В конце концов Дьявол убивает Якуба и получает за это денежное вознаграждение от прусского офицера, а затем насилует монахиню, которая помогла Якубу бежать из тюрьмы.

## В ролях
| Актёр                | Роль                      |
| -------------------- | ------------------------- |
| Войцех Пшоняк        | Дьявол                    |
| Лешек Телешиньский   | Якуб                      |
| Малгожата Браунек    | невеста Якуба             |
| Мацей Энглерт        | Граф, жених               |
| Ига Майр             | мать Якуба                |
| Михал Грудзинский    | брат Якуба Иезекииль      |
| Анна Пажонка         | сестра Якуба              |
| Виктор Садецкий      | актёр-гомосексуалист Герц |
| Моника Немчик        | монахиня                  |
| Эугениуш Привезенцев |                           |

## Интересные факты
- Некоторые съёмки проходили в замке Ксёнж.